# Christina Petersen (Schauspielerin)
Christina Petersen (* 24. Mai 1990 in Castrop-Rauxel) ist eine deutsche Schauspielerin.

## Leben
Christina Petersen wuchs in Castrop-Rauxel auf. Dort sammelte sie ihre ersten Erfahrungen auf der Bühne des Westfälischen Landestheaters und beschäftigte sich in ihrer Freizeit ausgiebig mit den verschiedenen Abteilungen des Theaterbetriebs. Nach dem Besuch des Ernst-Barlach-Gymnasiums begann sie eine Schauspielausbildung an der staatlich anerkannten Berufsfachschule Berliner Schule für Schauspiel, die sie 2013 erfolgreich abschloss, und absolvierte Seminare mit den thematischen Schwerpunkten Film, Mikrofonsprechen und Synchron.
Bereits während der Ausbildung zur Schauspielerin war sie von 2011 bis 2013 als Praktikantin Solveig in der Kabarett-Fernsehsendung Olaf TV – Von Schubert zu Mensch neben dem Kabarettisten und Musiker Olaf Schubert zu sehen. Von 2013 bis 2014 hatte sie ein Engagement bei der mittelsächsischen Theaterstiftung. An den Theatern in Döbeln und Freiberg spielte sie den Räuber Moritz Spiegelberg in der Inszenierung „Was Eisen nicht heilt, heilt Feuer…Schiller und die Räuber“.
Mit Frauenherzen folgte 2015 die erste Fernseh-Hauptrolle in einer Serie. 2016 hatte sie in der Krankenhausserie In aller Freundschaft ihren ersten Auftritt als Krankenschwester Miriam Schneider. Seit 2017 gehört sie zur Stammbesetzung der Serie. Seit Spätsommer 2018 war sie ebenfalls im Hauptcast der ZDFneo-Sitcom „Tanken – mehr als Super“ neben Daniel Zillmann und Ludwig Trepte zu sehen. Zudem verkörpert sie in mehreren Fernsehserien und -filmen unterschiedlichste Rollen. Ihr Kinodebüt hat sie 2022 in Oskar Roehlers 8 1/4 (AT).
Zusätzlich zu ihrer Haupttätigkeit als Schauspielerin schrieb Petersen diverse Kolumnen (unter anderem für das Curvy Magazin) und Szenen für die Demobänder/Showreels verschiedenster Schauspieler. Des Weiteren fokussiert sie sich auf die Ausbildung ihrer Gesangsstimme mit dem Schwerpunkt Musical.
Vertreten wird sie durch die Agentur „Red Carpet Actors“.

## Soziales Engagement
Christina Petersen engagiert sich auf verschiedenen Plattformen für ein besseres gesellschaftliches Miteinander. Der Kampagne „Gleichstellung weiter denken“ (2011–2016) des Berliner Senats lieh sie ihre Stimme. Im Rahmen eines öffentlichen Beratungsprogramms für Existenzgründer mit Migrationshintergrund war sie ebenfalls als Sprecherin tätig. In dem Podcast „Geteilte Gedanken“ setzte sie sich im Laufe eines Jahres für gesellschaftskritische und soziale Themen ein.
In Zusammenarbeit mit der Wohltätigkeitsorganisation United Charity sammelt sie zudem im Rahmen verschiedener Auktionen Geld für einen guten Zweck.
Seit 2020 ist sie ehrenamtliches Mitglied des Vereins Freunde alter Menschen.

## Filmografie
- 2011–2013: Olaf TV – Von Schubert zu Mensch (3 Staffeln)
- 2012: Die Unberührbare
- 2014: Sechs auf einen Streich – Die drei Federn
- 2015: SOKO Wismar (Fernsehserie, 1 Folge)
- 2015: Frauenherzen
- 2016: Der mit dem Schlag
- 2016: Inga Lindström – Jule und das Kochbuch der Liebe
- seit 2016: In aller Freundschaft (Fernsehserie)
- 2017: Einstein (Fernsehserie)
- 2017: Nachts in der Sachsenklinik (Regie: Daniel Drechsel-Grau)
- 2018: Tanken – mehr als Super
- 2018: In aller Freundschaft: Zwei Herzen (Fernsehfilm)
- 2020: Schichtende (Kurzfilm, Regie: Theresa Braun)
- 2020: Marianne Nölle (Kurzfilm, Regie: Theresa Braun)
- 2020: Browser Ballett
- 2021: Praxis mit Meerblick – Mutter und Sohn
- 2022: 8 1/4
- 2022: Familie Bundschuh
- 2023: Käthe und ich: Freundinnen für immer

## Sprechertätigkeit
- 2015: „Gleichstellung weiter denken“ – Voice Over für ein gleichstellungspolitisches Rahmenprogramm der Senatsverwaltung für Integration, Arbeit und Soziales
- 2015: „Zukunft planen-Chancen sehen“ – Voice Over-Seminare für Existenzgründer mit Migrationshintergrund der Investitionsbank Berlin
- seit 2016 diverse Rollen im Bereich Synchron.